# Khoda Dad Zahir
Khoda Dad Zahir (* 6. Juli 1985 in Kabul, Afghanistan) ist ein afghanischer Fußballtrainer. Zuletzt trainierte er die afghanische U-23-Fußballnationalmannschaft.

## Karriere
Der in Afghanistan aufgewachsene Zahir wurde im September 2014 zum neuen Trainer der U-23-Nationalmannschaft Afghanistans ernannt und trat damit die Nachfolge von Elyas Manochehr an, der die Mannschaft bei den Südasienspielen 2010 betreute. Mit der Nationalmannschaft nahm Zahir an den Asienspielen 2014 teil, wo man nach drei Niederlagen gegen Bangladesch (0:1), Hongkong (1:2) und Usbekistan (0:5) bereits nach der Gruppenphase ausschied.
Aufgrund des schlechten Abschneidens des Teams wurde Zahir im März 2015 als Trainer entlassen. Sein Nachfolger wurde der Iraner Hosein Saleh.